# President del Reich Alemany (1919-1945)

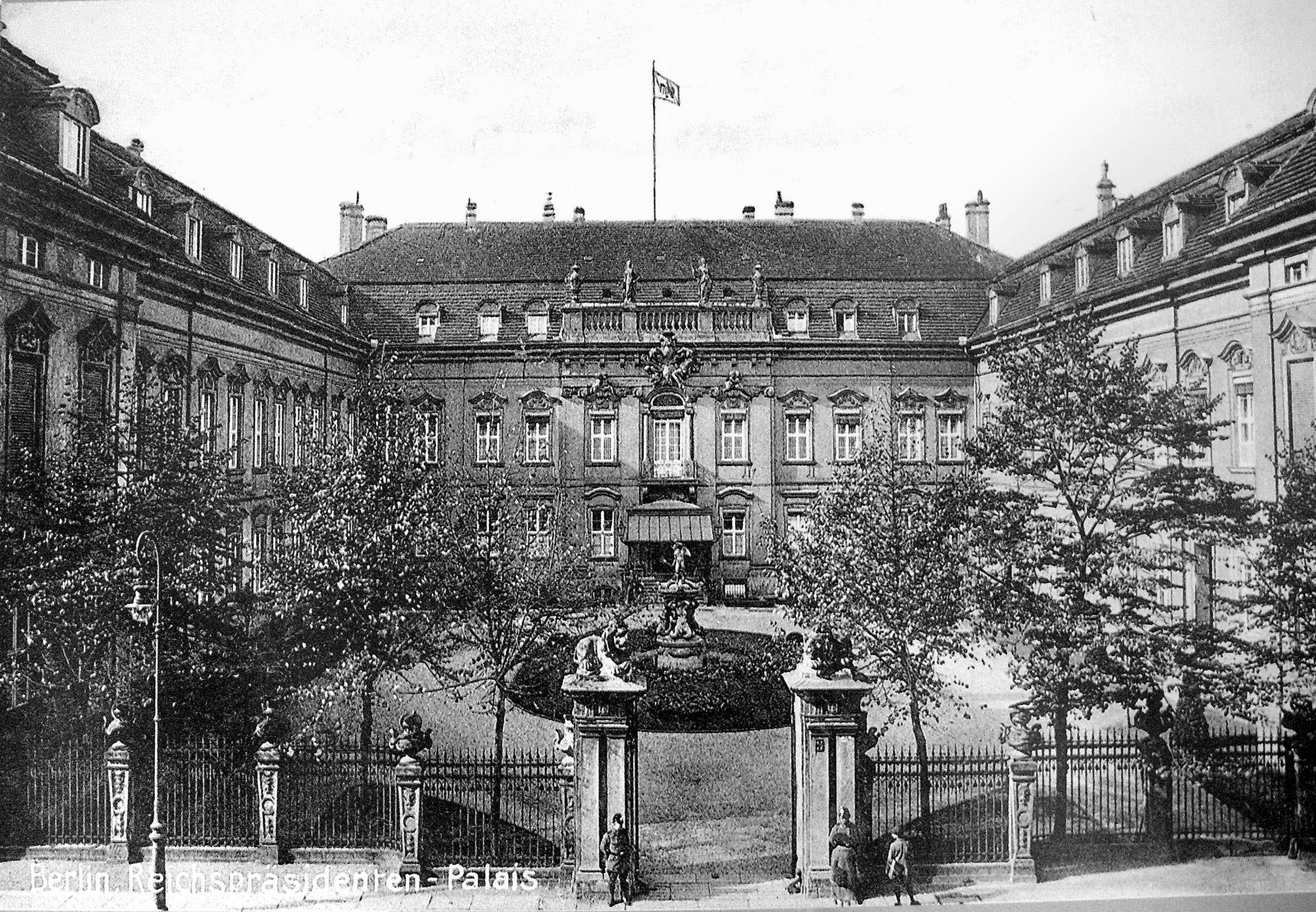
El Palau Presidencial (Reichspräsidentenpalais) a la Wilhelmstrasse a Berlín.

El Reichspräsident va ser la prefectura d'estat d'Alemanya sota la Constitució de Weimar sancionada l'11 de novembre de 1919, que va establir una república federal ("República de Weimar") amb nou estats i l'elecció d'un president per votació popular, el qual alhora tenia la facultat d'elegir al canceller perquè formés un govern. El president podia dissoldre el gabinet i vetar les lleis del poder legislatiu. Les seves facultats incloïen la facultat d'intervenir els estats federals, amb la finalitat de prevenir problemes d'ordre social.
Després de l'abdicació forçada de l'emperador Guillem II i la proclamació de la República Alemanya el 9 de novembre de 1918, el cap d'Estat d'Alemanya va rebre el títol de Reichspräsident (literalment, "President de l'Imperi"). Segons la Constitució de Weimar, era elegit de forma directa per la població i tenia un gran nombre de competències, entre elles la de convocar eleccions, nomenar al canceller, dissoldre el parlament i, sobretot, promulgar decrets d'emergència (Notverordnungen) amb valor legislatiu immediat, encara que revocables pel parlament.
Mentre el primer President del Reich, el socialdemòcrata Friedrich Ebert, va fer un ús discret i moderat d'aquestes competències, després de la mort d'aquest, el 1925, va ser elegit president l'ancià i políticament poc expert Paul von Hindenburg, que havia estat cap de l'Estat Major alemany durant la Primera Guerra Mundial i es declarava a si mateix monàrquic. Quan, a conseqüència de la crisi econòmica mundial, el 1930, es va trencar el govern de gran coalició entre els partits democràtics, Hindenburg va acudir a nomenar canceller a Heinrich Brüning (Partit de Centre), qui no comptava amb una majoria parlamentària, i qui va començar a governar a través de decrets d'emergència, dissolent el parlament cada vegada que aquest amenaçava de revocar un d'aquests decrets. Per tant, entre 1930 i 1933, el veritable poder de govern a Alemanya requeia en l'anomenada camarilla de consellers de Hindenburg.
El 1932, Hindenburg va ser reelegit en les eleccions presidencials, derrotant Adolf Hitler, el seu principal contendent. No obstant això, el gener de 1933, Hindenburg el va nomenar Canceller.
Després de la mort de Hindenburg el 1934, Hitler va assumir també el càrrec de cap d'Estat sota el títol de Führer und Reichskanzler ("Cabdill i Canceller del Reich"), consolidant així el seu poder de govern totalitari. Contràriament al que havien fet els seus predecessors, Hitler es va instal·lar a la Cancelleria del Reich, on va construir un búnquer per a ell i tot el seu seguici. Després del seu suïcidi, a finals de la Segona Guerra Mundial, el va succeir l'almirall Karl Dönitz durant tres setmanes, fins que es va entregar a les tropes nord-americanes.
Entre 1945 i 1949, formalment no va existir cap Estat alemany, de manera que tampoc hi havia Cap d'Estat.

## Presidents de la República de Weimar i del Reich Alemany (1919-1945)
| No. | Fotografia          | Nom (Naixement-Mort)                                | Inici del mandat     | Fi del mandat                                 | Partit |
| --- | ------------------- | --------------------------------------------------- | -------------------- | --------------------------------------------- | ------ |
| 1   | Friedrich Ebert     | Friedrich Ebert (1871-1925)                         | 11 de febrer de 1919 | 28 de febrer de 1925 (Morí en el càrrec)      | SPD    |
| 2   | Paul von Hindenburg | Paul von Hindenburg (1847-1934)                     | 12 de maig de 1925   | 2 d'agost de 1934 (Morí en el càrrec)         | Cap    |
| 3   | Adolf Hitler        | Adolf Hitler (1889-1945) (Führer und Reichskanzler) | 2 d'agost de 1934    | 30 d'abril de 1945 (Suïcidi)                  | NSDAP  |
| 4   | Karl Dönitz         | Karl Dönitz (1891-1980)                             | 30 d'abril de 1945   | 23 de maig de 1945 (Arrestat; càrrec dissolt) | NSDAP  |

## Escuts Presidencials

1919–1921
1921–1926
1926–1933
1933–1934
1934–1945
30 d'abril de 1945-22 de maig de 1945